# Вітольдув (Скерневицький повіт)
Вітольдув (пол. Witoldów) — село в Польщі, у гміні Ґлухув Скерневицького повіту Лодзинського воєводства.
У 1975-1998 роках село належало до Скерневицького воєводства.